# Donji Detlak
Donji Detlak (en serbe cyrillique : Доњи Детлак) est un village de Bosnie-Herzégovine. Il est situé dans la municipalité de Derventa et dans la république serbe de Bosnie. Selon les premiers résultats du recensement bosnien de 2013, il compte 263 habitants.

## Démographie

### Évolution historique de la population dans la localité
| 1948 | 1953 | 1961 | 1971 | 1981 | 1991 | 2013 |
| ---- | ---- | ---- | ---- | ---- | ---- | ---- |
| -    | -    | 666  | 583  | 511  | 430  | 263  |

|  |